# Eumecocera gleneoides
Eumecocera gleneoides là một loài bọ cánh cứng trong họ Cerambycidae.